# Kontchak

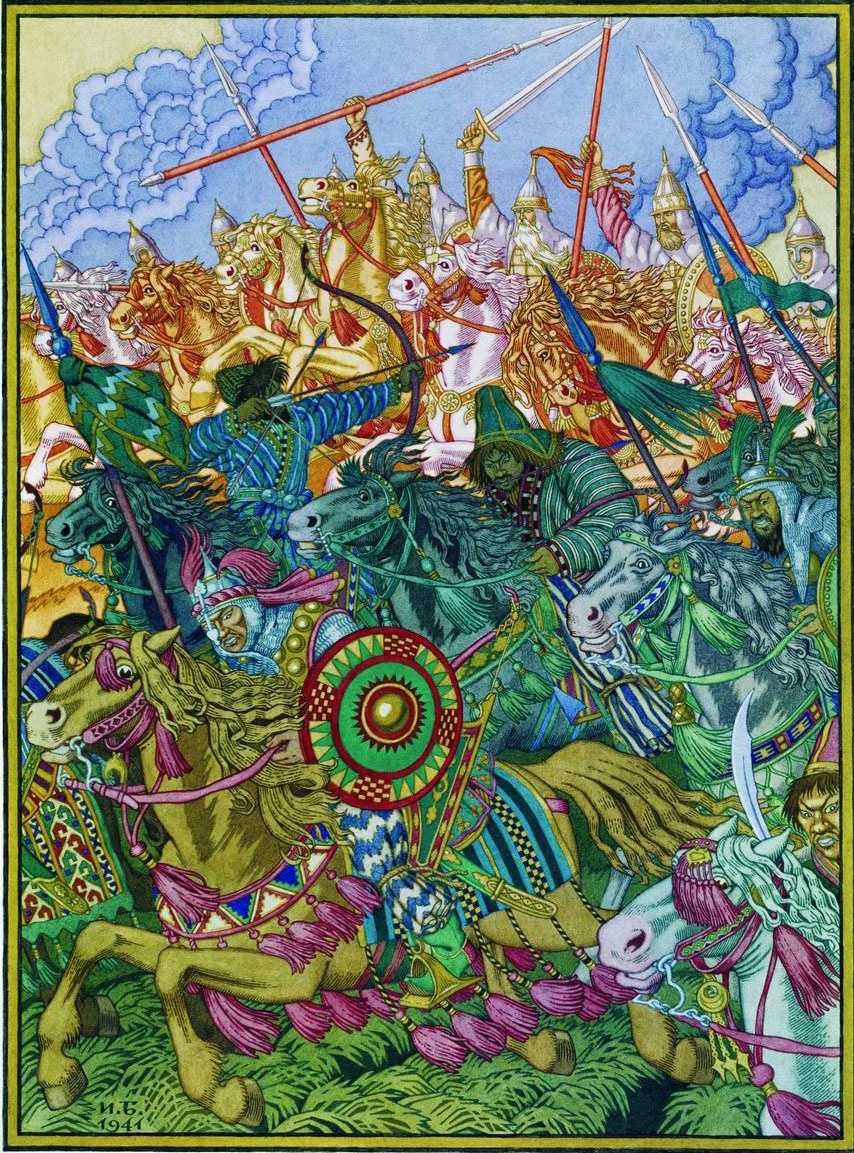
Les Polovtses combattant les troupes russes (illustration d'Ivan Bilibine pour Le Dit de la campagne d'Igor).

Kontchak (en russe/ukrainien : Кончак ; mort en 1187) est un khan polovtse du XIIe siècle.

## Biographie
Respectivement fils et petit-fils des khans Otrok et Sharukan, il unifie dans la seconde moitié du XIIe siècle les polovtses de l'est et fait dans les années 1170 et 1180 la guerre aux princes russes ; profitant de leurs dissensions, il attaque les principautés de Kiev, de Pereïaslavl et de Tchernigov. Ses raids furent particulièrement destructeurs le long de la rivière Soula.
En 1171, Kontchak s'allie au prince de Novhorod-Siverskyï Oleg II Sviatoslavitch, en lutte contre les autres princes russes mais en 1184, lors d'une attaque menée contre la principauté de Kiev, il est battu près de la rivière Khorol par le prince Sviatoslav III. L'année suivante, Kontchak vainc près de la rivière Kaiala le prince Igor Sviatoslavitch qui est fait prisonnier. Cette campagne malheureuse du prince Igor contre Kontchak deviendra la matière d'un poème épique, Le Dit de la campagne d'Igor.
Il meurt en 1187. Sa fille Svoboda (« Liberté » en russe) épousera en 1188 Vladimir Igorevitch, fils du prince Igor. Son fils Iouri participera en janvier 1203 à la prise de Kiev en tant qu'allié du prince Rurik Rostislavitch qui, chassé de Kiev, avait recruté des Polovtses pour reprendre le pouvoir. C'est son autre fils, Köten, qui héritera de son khanat.